# British Empire Medal
Medal of the Order of the British Empire for Meritorious Service (engelska för ’Brittiska imperieordens medalj för förtjänstfull verksamhet’), vanligen kallad British Empire Medal (’Brittiska imperiemedaljen’), förkortning: BEM, är en brittisk medalj som tilldelas för förtjänstfull civil eller militär tjänst som förtjänar erkännande av kronan. Typiskt talar man om långvarig tjänst inom volontärarbete. Även om mottagarna inte formellt räknas som medlemmar i Brittiska imperieorden är dock medaljen förbunden med den. 
Medaljen delas, efter uppehåll, ut sedan 2012.